# Франц Йозеф Лотаринзький
Франц Йозеф Антон Лотаринзький, також Франц II Йозеф Лотаринзький та Франсуа Жозеф Антуан Лотаринзький (фр. François Joseph Antoine de Lorraine, нім. Frans II Jozef Anton van Lotharingen; 8 грудня 1689 — 25 липня 1715) — лотаринзький принц з дому де Водемон, син герцога Лотарингії Карла V та принцеси з дому Габсбургів Елеонори Марії Австрійської, абат бенедиктинських монастирів Ставло та Мальмеді.

## Біографія

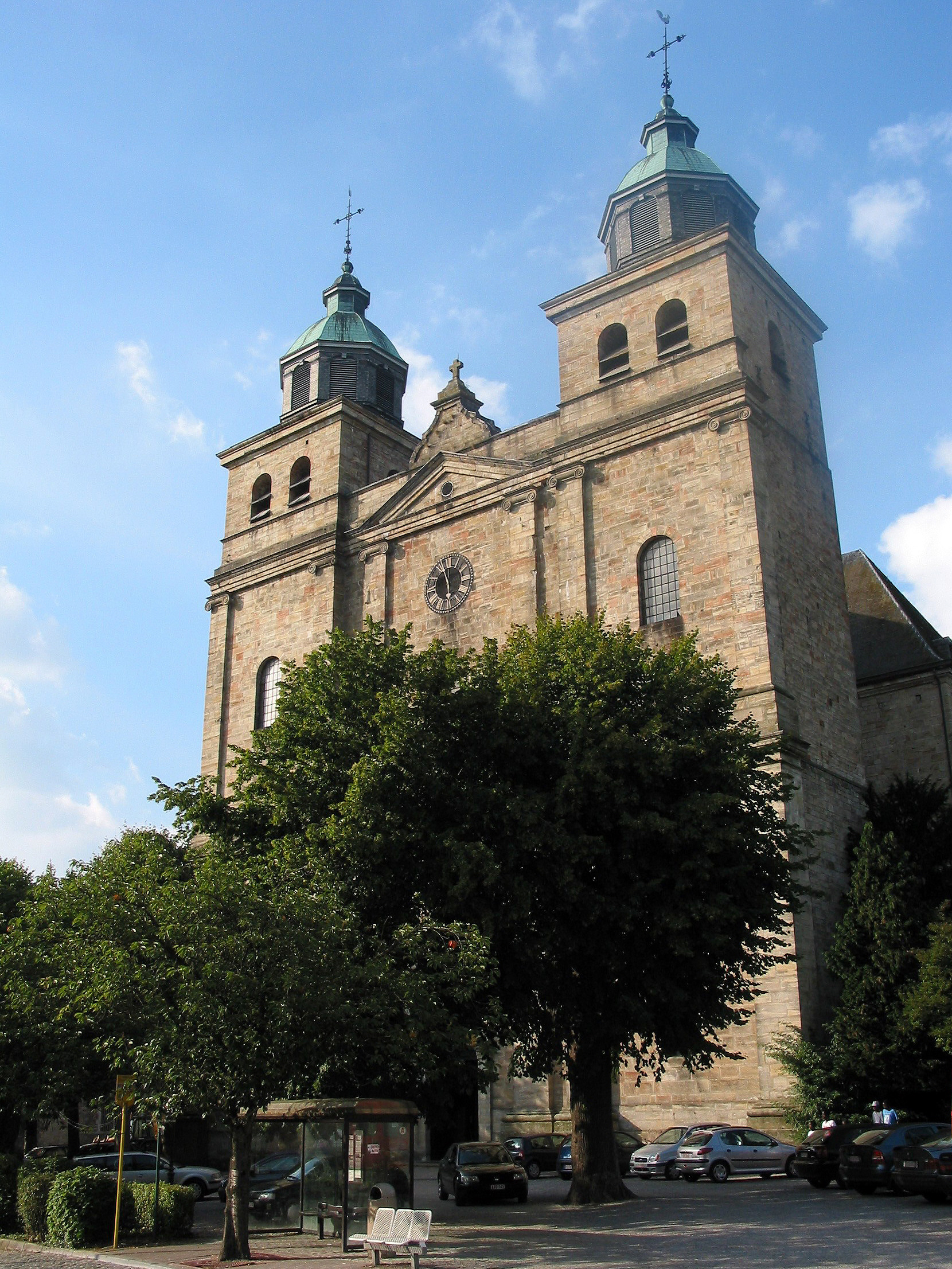
Мальмеді

Франц Йозеф народився 8 грудня 1689 року в Іннсбруку. Він став п'ятою дитиною та четвертим сином у родині герцога Карла V Лотаринзького та його дружини Елеонори Марії Австрійської. Мав старших братів Леопольда, Карла Йозефа та Йозефа Інноченца. Ще один брат та сестра померли до його народження. Сім'я проживала в Іннсбруку, оскільки батько був призначений намісником імператора в Тіролі. Лотарингія в цей час була захоплена Францією.
Карл V раптово помер дорогою до Відня у квітні 1690. Францу Йозефу на той час було тільки чотири місяці. Він разом з братами зростав під наглядом матері та імператора Священної Римської імперії Леопольда I.
У 1697 році Лотаринзьке та Барське герцогства були повернути законним правителям. У грудні того ж року померла Елеонора Марія. Старший брат Франца Йозефа, Леопольд, став герцогом та у серпні 1698 року урочисто прибув до Нансі. Карл Йозеф, обравши духовну кар'єру, навесні 1698 був обраний принцом-єпископом Оснабрюку.
У 1704 році Франц Йозеф став абатом бенедиктинських монастирів Ставло та Мальмеді. Абатство Ставло-Мальмеді являло собою духовну територію Священної Римської імперії на правому березі річки Маас в Арденнах, що наразі є землею сучасної Бельгії.
У 1714 році, після звільнення архієпархії Тріру від французьких військ, Франц Йозеф супроводжував брата Карла Йозефа у в'їзді до міста.
Помер Франц Йозеф у Люневілі 25 липня 1715 у віці 25 років. Карла Йозефа не стало за п'ять місяців у Відні.